# ダイアモンドヘッド・シアター
ダイアモンドヘッド・シアター（英語: Diamond Head Theatre）は、1934年に設立された、アメリカ合衆国ハワイ州ホノルル郊外にある文化施設で、「太平洋のブロードウェイ」とも呼ばれていて、有名なダイヤモンドヘッドの斜面に位置する。その起源は1915年にオープンしたハワイ最古の「舞台芸術センター」である。

## 短史
ダイアモンドヘッド・シアターは、元々フットライト劇団（The Footlights）が1915年に、ホノルルのメイン郵便局が立っている所の「ホノルル・オペラハウス」でピネロの『アマゾーン』を上演したことに起源がある。この伝統は守られてきて、全米で三番目に古い歴史を持つ劇場と言われる。
1934年には、この劇場は「ホノルル・コミュニティ・シアター」と改名して、特に第二次世界大戦中には多くの将兵に憩いの場となった。
1952年には、ダイアモンドヘッドに近いフォート・ルーガー（Fort Ruger）へ移り、1990年には現在の名称になった。各シーズンには、有名ミュージカルを含む９つのプロダクションを上演している。

## 参照項目
- ホノルルの文化